# 杰克·韦伯斯特
杰克·韦伯斯特（英語：Jack Webster，1917年—2005年2月6日），澳大利亚男子赛艇运动员。他曾代表澳大利亚参加1950年大英帝国运动会赛艇比赛，获得一枚金牌。他也曾参加1948年夏季奥林匹克运动会。